# ArmaLite AR-18
ArmaLite AR-18 è un fucile d'assalto camerato in 5,56 × 45 mm NATO. L'AR-18 è stato progettato dalla ArmaLite in California da Arthur Miller, Eugene Stoner, George Sullivan e Charles Dorchester nel 1963 in alternativa al AR-15, scelto dall'esercito americano come M16. Mentre l'AR-18 non è mai stato adottato come il fucile di servizio standard dell'esercito.

## Varianti
AR-18K
AR-18S
AR-180
AR-180B
Derivati stranieri basati sul AR-18 includono l'inglese SA-80, il singaporiano/inglese SAR-87 ed il giapponese Howa Type 89. L'adattamento bullpup include l'australiano Bushmaster M17S.

## Utilizzatori
- Malaysia  - Usato dai VAT 69 Commando della Royal Malaysia Police durante l'Insurrezione comunista in Malesia.
- Regno Unito - Usato solo per collaudo.
- Milizia delle Forze Libanesi - Usati da alcuni unità Commando.
- Botswana
- eSwatini
- Irlanda del Nord/ Irlanda - Usato dal Provisional Irish Republican Army (PIRA) e dal Official Irish Republican Army (IRA).  L'Ulster Volunteer Force (UVF) usava degli AR-18S catturati dai Republican Groups.